# سایه (فیلم هندی ۲۰۰۳)
سایه (به هندی: Saaya) فیلمی محصول سال ۲۰۰۳ و به کارگردانی آنوراگ باسو است. در این فیلم بازیگرانی همچون جان آبراهام، تارا شارما، ماهیما چودری، راجندرانات زوتشی، شریا ایفای نقش کرده‌اند.